# Mercator-Europakarte von 1554 und 1572

Das Weimarer Exemplar der Europakarte von 1572

Die Mercator-Europakarte von 1554 und 1572 (Titel der Ausgabe von 1572 Europae descriptio emendata anno MDLXXII) ist eine 1554 erstmals herausgegebene Karte des Kontinents Europa. Sie wurde vom Kartografen Gerhard Mercator geschaffen und 1572 in verbesserter Form erneut veröffentlicht. Die Karte gilt als Meilenstein in der Geschichte der Kartographie und bildete über 100 Jahre lang das Vorbild für weitere Karten.

## Geschichte
Die Europakarte von 1554 und 1572 entstand in einer Zeit, die im Leben des Gerhard Mercator von einigen Umbrüchen geprägt war. Im März 1552 siedelte der Kartograf, der bereits mehrere Karten und Globen produziert hatte, von Löwen aus in das klevische Duisburg über. Einerseits erhoffte er sich hier wohl die wissenschaftliche Anerkennung, die eine geplante Universitätsgründung in der Stadt ihm hätte ermöglichen können. Andererseits galt der Gelehrte als Anhänger lutherischen Gedankengutes und erhoffte sich in der von religiöser Liberalität geprägten Stadt Ruhe für weitere Arbeiten.

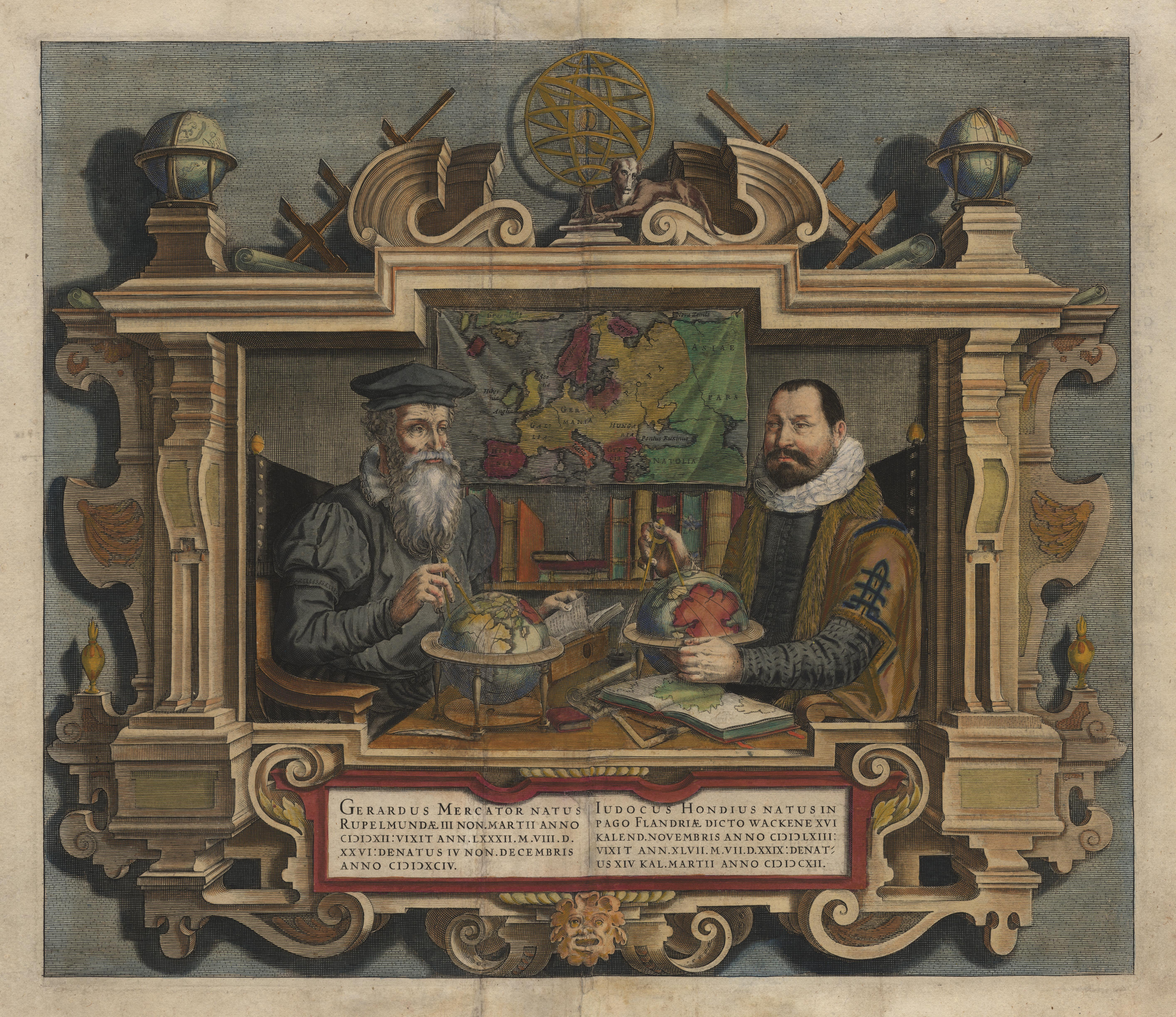
Die Europakarte von 1554 und 1572 bildet den Hintergrund auf dem Titelkupfer des Mercator-Hondius-Atlas, der ab 1613 herausgegeben wurde

Bereits in Löwen hatte Mercator wohl mit der Anfertigung der Europakarte begonnen. Drei oder vier Druckplatten wurden noch in Flandern verfertigt, wobei Mercator auch die restlichen Kupfertafeln für die Platten aus Löwen mitbrachte. Bis zum Oktober 1554 entstand in Duisburg die Kupferstichkarte mit den Maßen 159 auf 132 cm. Gerhard Mercator widmete sein Erstlingswerk auf dem Boden des Reiches Antoine Perrenot, dem Bischof von Arras, der zugleich als Rat des Kaisers in Erscheinung trat. Von Perrenot erhielt Mercator auch ein Honorar für die Karte.
Mit der Karte gelang Mercator der ersehnte Durchbruch. Die Wissenschaft feierte das Werk und lobte den Kartografen als größten seiner Zunft. Daneben wurde die Karte allerdings auch ein großer kommerzieller Erfolg. Über den Antwerpener Verleger und Buchhändler Plantijn verkauften sich von der Erstauflage der Karte bis zum Jahr 1566 über 200 Exemplare. Die Karte war in mehrere Einzelblätter aufgeteilt, die entweder einzeln verkauft oder koloriert und zusammengesetzt wurden.
Die Europakarte wurde in allen Kreisen rezipiert und sowohl für den praktischen Gebrauch, als auch für repräsentative Zwecke genutzt. So diente die Karte als Vorlage für den Landkartenzyklus in der Loggia Bella im Vatikanpalast in Rom. Ab 1560 brachte man hier insgesamt 13 Landkarten in Al-fresco-Technik an den Wänden an, wobei fünf von ihnen direkt auf die große Europakarte Mercators zurückgehen.
Zwar gelang es Mercator für sein Werk eine Art „urheberrechtlichen“ Schutz zu erhalten. So waren auf der Karte Privilegien des Kaisers sowie des Senats von Venedig angebracht, die Nachdrucke für zehn Jahre nach dem Ersterscheinen verboten. Nach Ablauf der zehn Jahre allerdings kursierten bereits die ersten Kopien. So erschien bei Claudio Duchetti 1571 in Venedig eine von Paolo Forlani gestochene Reproduktion. Der Raubdruck war um ca. 40 % in seiner Größe reduziert worden.
Als einziges Kartenwerk Mercators erhielt die Europakarte daraufhin im Jahr 1572 eine revidierte Ausgabe. Der Kartograf nahm in die verbesserte Zweitauflage neue geografische Kenntnisse mit auf. Dabei wurden insbesondere von Nord- und Nordosteuropa neue Kupferplatten angefertigt. Die restlichen Karten erfuhren lediglich eine Überarbeitung durch Schaben, Feilen und Hämmern. Die Europakarte diente auch als Hintergrund für die posthum von Jodocus Hondius veröffentlichte Ausgabe des Mercator-Atlas. 1595 war die Karte bereits durch Rumold Mercator in verkleinerter Form in die Erstausgabe des Atlas aufgenommen worden.

## Beschreibung
Die Mercator-Europakarte wurde in beiden Ausgaben jeweils im Maßstab von etwa 1:4.280.000 und den Maßen 159 auf 132 Zentimetern gefertigt. Die Karte besteht aus 15 Blättern, die zusammengesetzt werden können. Dargestellt ist der genordete Kontinent Europa in Kegelprojektion, die eine flächentreue Darstellung der Landmasse ermöglicht. Die Karte ist mit einem Gradnetz versehen. Mercators Europakarte blieb über 100 Jahre lang die wichtigste Darstellung des Kontinents.
Die Erstausgabe von 1554 wurde von Mercator nach intensivem Quellenstudium geschaffen. Um die korrekten Abstände zwischen den einzelnen Orten auf der Karte vermerken zu können, zog der Kartograf viele unterschiedliche Reisebeschreibungen heran. Als wichtigste Grundlage kann dabei die 1511 in Straßburg gedruckte „Carta Itineraria Europae“ von Martin Waldseemüller gelten. Die Darstellung der Britischen Inseln entnahm er einer Karte des George Lily. Für die Zweitausgabe zog Mercator Informationen der 1555 in London gegründeten Gesellschaft für den Handel mit Russland heran.
Dabei berief sich Mercator immer wieder auch auf die antiken Autoritäten, allen voran Ptolemäus. So bestimmte Mercator die Geburtsstadt des Ptolemäus, Alexandria, zum Ausgangspunkt für die Karte. Der Kartograf folgte allerdings den Vorbildern nicht blind. Die Vorstellung des Ptolemäus, wonach der Abstand der Straße von Gibraltar zur syrischen Küste ca. 5650 Kilometer betrage, korrigierte Mercator. Bei ihm sind es nur 4750 Kilometer, wobei er die reale Entfernung noch um 1000 Kilometer überschätzte.
In der Zweitausgabe veränderte Mercator vor allem das Erscheinungsbild von Nord- und Nordosteuropa. Ebenso wurden die Legenden korrigiert. Um die eigentliche Karte herum hatte der Gelehrte bereits 1554 unter dem Titel „Benevolo lectori“ einen umfangreichen Bericht an den Leser angeordnet. Hierin erläuterte er den gewählten Ausschnitt der Karte, die Konstruktion und die Auswahl der Topographie. Eine Grafik soll das eigenständige Abmessen von Distanzen ermöglichen. Daneben enthält die Karte eine Reisebeschreibung der Apostel Petrus und Paulus.

## Exemplare
Von der großen Europakarte haben sich heute (Stand 2022) nur noch vier Exemplare erhalten. Die Erstauflage von 1554 ist dabei nur mit einem einzigen Exemplar vertreten, wobei die Karte in der Breslauer Stadt-Bibliothek im Zweiten Weltkrieg zerstört wurde. Erhalten hat sich die Ausgabe lediglich in einem Kartensammelband, der heute unter dem Titel „Europae Vniuersalis“ in der British Library in London aufbewahrt wird.
- London, British Library (1. Auflage): Gerhard Mercator produzierte von der ersten Version eine Art Reiseatlas für Werner von Gymnich († 1582), der 1574 als Amtmann von Heinsberg den Erbprinzen Karl Friedrich von Kleve nach Rom begleitete. Die Kartensammlung wurde im Jahr 1967 wiederentdeckt und wird um die Karte der Britischen Inseln von 1564 ergänzt.
- Basel, Universitätsbibliothek (2. Auflage): Zusammen mit der Mercator-Weltkarte von 1569 entdeckte Carl Christoph Bernoulli das Kartenwerk 1906 in einem Karteninkunabelband, der wohl aus der Sammlung des Julius Amerbach stammte. Die Karte besteht aus drei Streifen mit jeweils fünf Blättern. Sie wurden zusammengeklebt und danach durch zweimaliges Falten auf die Größe des Bandes gebracht. Zwei Kartenteile am rechten unteren Rand sind Probedrucke, die Elemente der Ausgabe von 1554 und der von 1572 in sich vereinen.
- Perugia, Biblioteca Comunale Augusta (2. Auflage): Die Karte von Perugia gilt als das besterhaltene Exemplar. Sie wurde 1926 vom Geographen Roberto Almagià entdeckt. Sie besteht aus vollrandigen Einzelblättern in einem in Pergament gebundenen Kartenkonvolut.
- Weimar, Herzogin Anna Amalia Bibliothek (2. Auflage): Die Weimarer Europakarte ist die einzige montierte und kolorierte Ausgabe, die sich erhalten hat.[3]